# Marijke Emeis
Marijke Emeis (Rotterdam, 12 januari 1943) is literair vertaalster uit het Engels in het Nederlands.
Emeis kreeg voornamelijk bekendheid door haar vertaling van de The Satanic Verses De duivelsverzen, in 1988/1989. Zij was met vertalen bezig toen een fatwa over Salman Rushdie werd afgeroepen, maar ook over de vertalers van dat boek. Ze heeft destijds Rushdie slechts een keer kunnen ontmoeten. Zij kreeg politiebewaking. Andere boeken die zij heeft vertaald zijn: De grond onder haar voeten, Haroen en de zee van verhalen en de essays Vaderland in de verbeelding van Rushdie. Zij vertaalde diverse werken van Wole Soyinka (Nobelprijs voor literatuur, 1986). In 2003 vertaalde zij Revolutionary Road uit 1961 van Richard Yates zonder dat vooraf bekend was dat het zou worden uitgegeven. Oproep van Emeis: Welke Nederlandse uitgever durft? De Arbeiderspers heeft het uitgegeven. Het boek werd in 2008 verfilmd. In de nasleep kwam Veertien soorten eenzaamheid. Na die successen verschenen ook de andere boeken van Yates in haar vertaling op de markt.
In 2011 zat Emeis in de jury van het Charlotte Köhler Stipendium. In 2014 verscheen een herdruk van haar vertaling van Een maand op het land van Joseph Lloyd Carr over veteranen uit de Eerste Wereldoorlog.
- Digitale Bibliotheek voor de Nederlandse Letteren: emei001
- International Standard Name Identifier: 0000 0000 7719 6022
- Library of Congress Control Number: no2010023999
- Nederlandse Thesaurus van Auteursnamen: 068723865
- Système universitaire de documentation: 194316971
- Virtual International Authority File: 107419557
- WorldCat: E39PBJx4jqvwB9GbTHgfxXmcfq